# Kasteel van Seraing
Het Kasteel van Seraing, ook wel Zomerpaleis van de prins-bisschoppen, Château de Seraing of Château Cockerill genoemd, is een paleisachtig kasteel aan de oever van de Maas in de Belgische stad Seraing (provincie Luik). Het gebouw was in de 18e eeuw het buitenverblijf van de Luikse prins-bisschoppen, vlak bij de hoofdstad Luik. Na de secularisatie van het prinsbisdom Luik werd het kasteel de hoofdvestiging van de staalproducent Cockerill, een functie die het tot op de dag van vandaag vervult.

## Geschiedenis
De geschiedenis van het kasteel van Seraing gaat volgens sommige bronnen terug tot 1288. Niet bekend is wanneer het kasteel dienst ging doen als zomerverblijf van de prins-bisschoppen. De keuze voor Seraing werd wellicht ingegeven door de ligging te midden van bosrijke jachtgebieden, de nabijheid van de abdij van Val-Saint-Lambert en de goede bereikbaarheid (per boot via de Maas). In de 17e eeuw was het buitenverblijf uitgegroeid tot een aanzienlijk paleis met een classicistische vleugel aan de Maas, een paleiskerk en fraai aangelegde, ommuurde baroktuinen. 

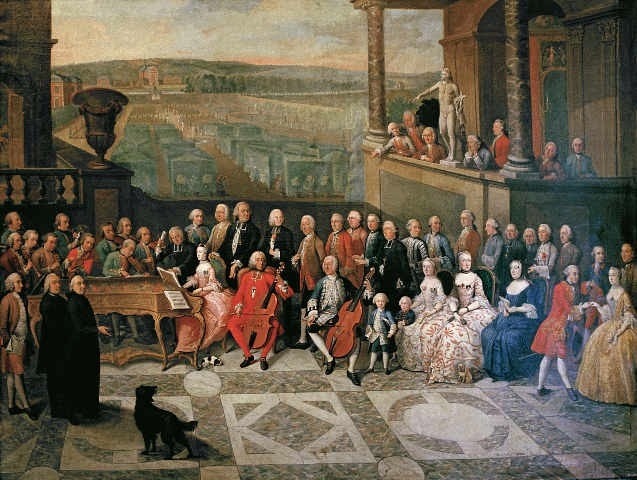
Hofconcert in Seraing met prins-bisschop Van Beieren (P.-J. Delcloche, ca 1755)

Omstreeks het midden van de 18e eeuw besloot de puissant rijke prins-bisschop Johan Theodoor van Beieren (hij was behalve bisschop van Luik ook prins-bisschop van Regensburg en aartsbisschop van München-Freising) het bestaande buitenverblijf te Seraing te vernieuwen en uit te breiden. Opdracht voor de bouw kregen de Luikse architecten Jacques-Barthélemy Renoz en Etienne Fayen, die gezamenlijk aan het nieuwe zomerpaleis werkten.
Na de mislukte Luikse Revolutie van 1789, betekende de komst van de Fransen in 1794 definitief het einde van het prinsbisdom Luik en de lange reeks prins-bisschoppen die het land vanaf de 10e eeuw geregeerd hadden. Het zomerpaleis in Seraing werd, evenals het Paleis van de Prins-bisschoppen in Luik zelf, door de Eerste Franse Republiek genationaliseerd. Na enige tijd dienst te hebben gedaan als legerhospitaal en kruitopslag, vestigde zich de senaat van het departement Ourthe er zich. In 1815 werd koning Willem I der Nederlanden eigenaar van het kasteel en de bijbehorende landerijen.
Willem I verkocht het goed in 1817 aan de van oorsprong Engelse broers James en John Cockerill, die enkele jaren eerder de machinefabriek van hun vader in Verviers hadden overgenomen. Dezen vestigden op de terreinen van het landgoed de eerste hoogovens in België die gebruik maakten van cokes. Vanaf 1823 was John Cockerill enige eigenaar.
Na diverse overnames behoort Cockerill-Sambre thans tot het ArcelorMittal-concern, de op een na grootste staalproducent ter wereld. De voormalige bisschoppelijke zomerresidentie biedt thans onderdak aan Cockerill Maintenance & Ingénierie, onderdeel van dit concern.

## Beschrijving
Het ooit fraai aan de Maas gelegen zomerpaleis ligt thans aan een druk verkeersknooppunt en is omgeven door industriegebieden. Het hoofdgebouw is gebouwd in de typische stijl van de Luiks-Akense barokarchitectuur. Delen van het complex behoren tot het cultureel erfgoed in België. Beschermd zijn met name de gevels en daken van het 18e-eeuwse hoofdgebouw en de gebouwen rondom de cour d'honneur. Ondanks de wettelijke bescherming is het op de noordwestelijke hoek gelegen 19e-eeuwse paviljoen sterk verbouwd voor de nieuwe functie van restaurant en gokhal. De barokke paleiskerk heeft nog steeds een religieuze functie. De kerktoren is ouder en onlangs gerestaureerd. Naast de kerk is onlangs een sterk contrasterend, zeven etages hoog kantoorgebouw verrezen. Waar ooit de tuinen een lust voor het oog waren, liggen nu parkeerterreinen. Alleen aan de oostzijde is nog een restant aanwezig.
Vermeldenswaardig in het interieur zijn de hal en trappartij aan de noordoostzijde, de grote salon en eetzaal op de begane grond (met fraaie Luiks-Akense zaalbetimmering) en de eerste verdieping van de centrale vleugel.

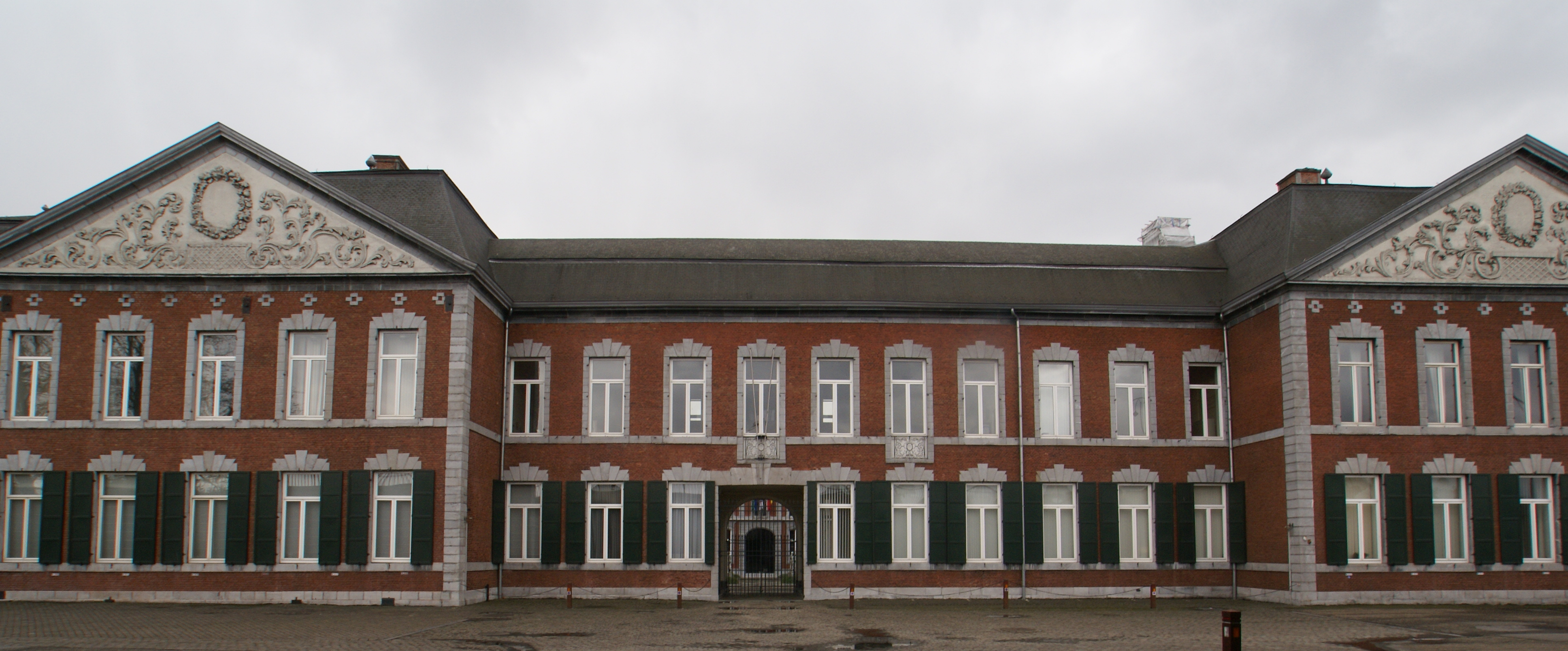
Maaszijde
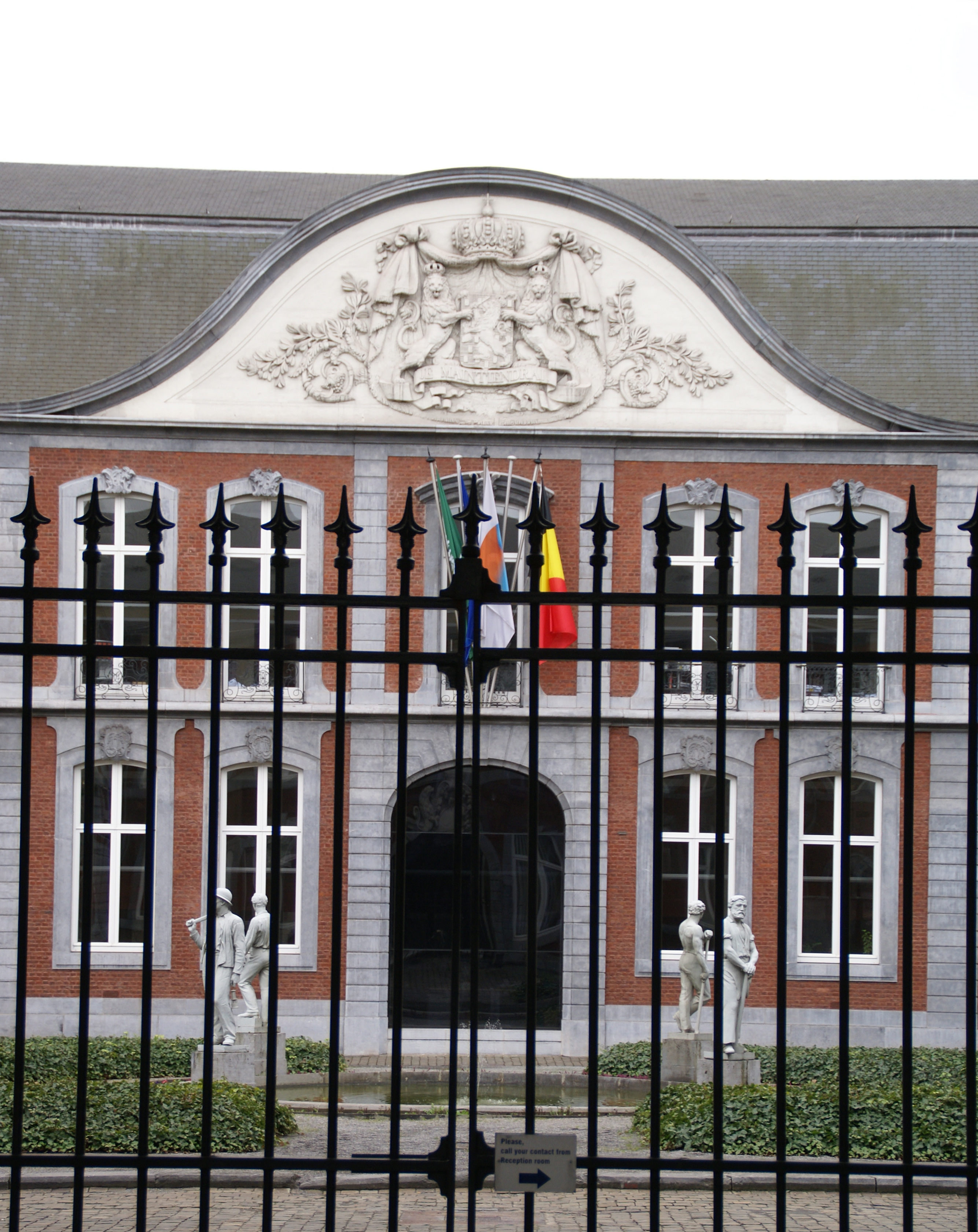
Hofzijde
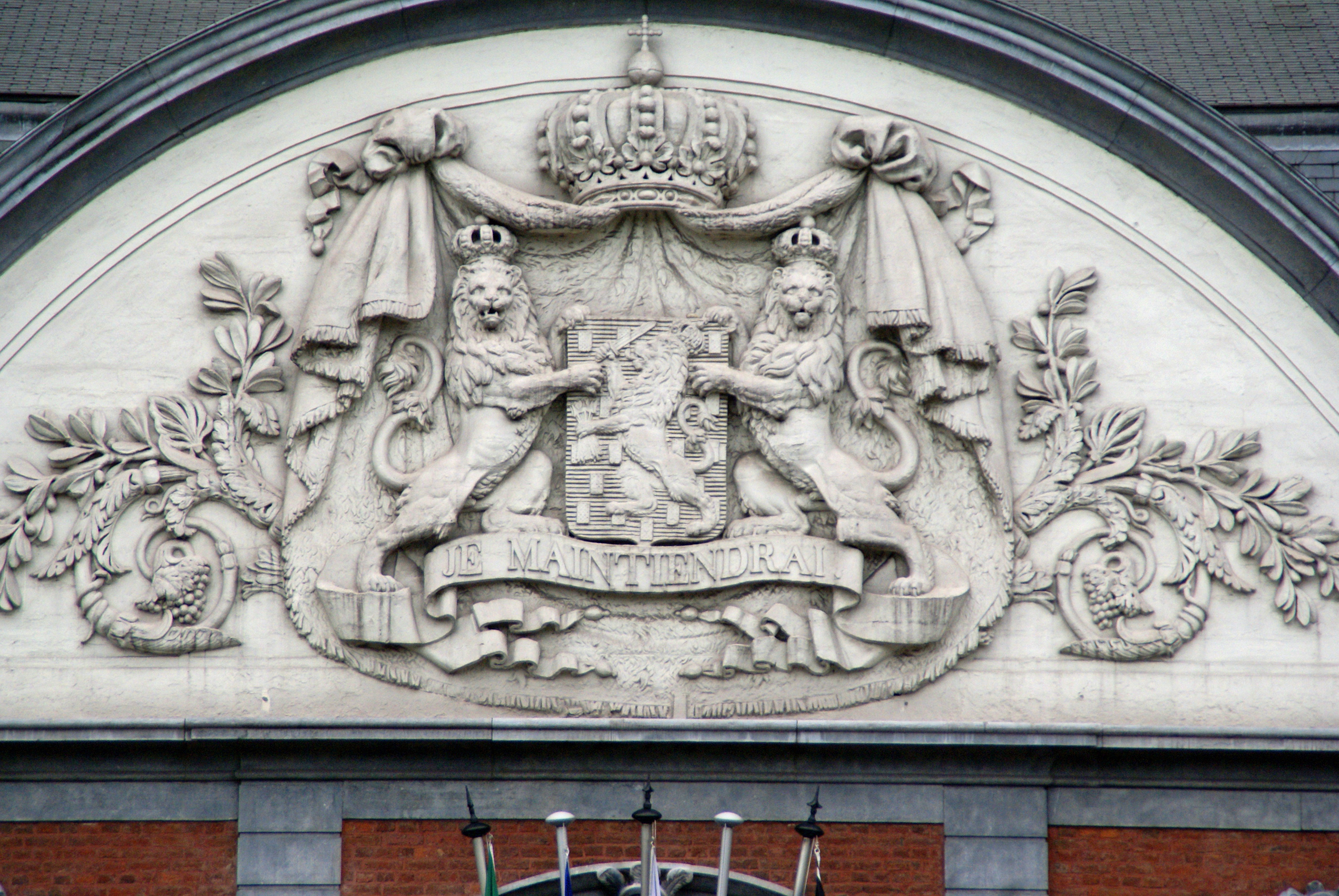
Fronton hofzijde
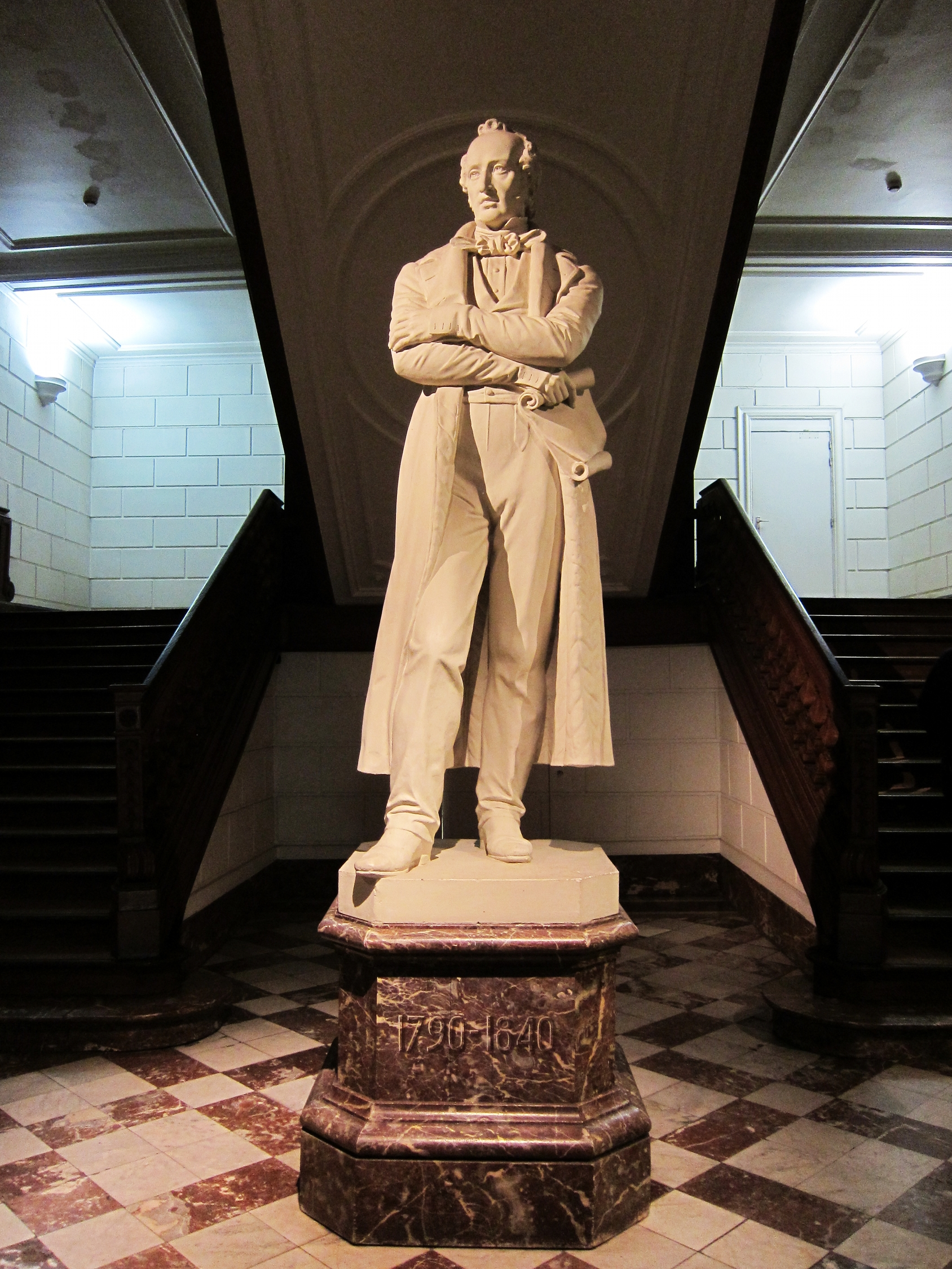
Standbeeld John Cockerill